# Konrad Landgraf
Konrad Landgraf (* 18. November 1921 in Linz; † 21. Juli 2000 in Kirchschlag bei Linz) war ein österreichischer Politiker (ÖVP) und Cafetier. Landgraf war Abgeordneter zum Österreichischen Nationalrat und Mitglied des Bundesrates.
Landgraf besuchte nach der Volksschule ein Bundesrealgymnasium und legte die Matura ab. Zudem erlernte er den Beruf des Kellners und war als Barkeeper tätig. Er war in der Folge als Geschäftsführer tätig und übernahm 1962 den elterlichen Betrieb. 1969 wurde er zum Kommerzialrat ernannt. 
Landgraf vertrat die ÖVP vom 4. November 1975 bis zum 4. Juni 1979 im Nationalrat, war danach vom 25. Oktober 1979 bis zum 16. Oktober 1980 Mitglied des Bundesrates und wechselte danach zwischen dem 17. Oktober 1980 und dem 16. Dezember 1986 wieder in den Nationalrat. Zudem war er Landesobmann-Stellvertreter des Österreichischen Wirtschaftsbundes in Oberösterreich sowie innerhalb der ÖVP Mitglied der Stadtparteileitung Linz und der Landesparteileitung Oberösterreich. Des Weiteren war Landgraf als Kammerrat der Kammer der gewerblichen Wirtschaft und als Präsident des Kuratoriums der Höheren Bundeslehranstalt für Fremdenverkehrsberufe (Bad Ischl) aktiv. Des Weiteren war er Mitglied des Präsidiums des Landesfremdenverkehrsverbandes Oberösterreich und Mitglied des Vorstandes der Oberösterreichischen Gebietskrankenkasse für Arbeiter und Angestellte.